# Ipatinga
Ipatinga – miasto w Brazylii, w stanie Minas Gerais.
Liczba mieszkańców w 2000 roku wynosiła 210 777.
W mieście rozwinął się przemysł maszynowy oraz hutniczy.
W mieście ma siedzibę klub piłkarski Ipatinga FC.